# Grand Prix Circuit
Grand Prix Circuit – symulator wyścigów Formuły 1. Gra stworzona została przez zespół Distinctive Software dla Accolade, który wcześniej zrobił pierwszą grę z serii Test Drive. Wydana na ZX Spectrum, PC, Apple IIGS, Commodore 64 i Amstrad CPC. Gra jest pierwszym symulatorem komputerowym który dawał możliwość poprowadzenia wirtualnego bolidu po torach Formuły 1 widoku 2D.
Muzyka do gry na komputer Commodore 64 została wykonana przez Krisa Hatlelida.

## Rozgrywka
W grze zastosowano model zniszczeń, w którym gracz mógł zniszczyć przednie spoilery, co dało automatycznie nieukończenie wyścigu (skrót. DNF) i opony. Gracz ma do dyspozycji pięć poziomów trudności, liczbę okrążeń (1-99) oraz trzy tryby gry:
- Practice – gracz próbuje ustanowić jak najlepszy czas na danym torze, wyniki są zapisywane w tablicy Fastest lap Times danego toru
- Single Race – gracz bierze udział pojedynczym dowolnym wyścigu
- Championship Circuit – gracz uczestniczy w mistrzostwach

W grze jest osiem wyścigów Grand Prix w:

Źródło: stare.e-gry.net
| Grand Prix               | Grand Prix                               | Tor               |
| Nazwa występująca w grze | Nazwa występująca w rzeczywistości       | Tor               |
| ------------------------ | ---------------------------------------- | ----------------- |
| Brazil                   | Grand Prix Brazylii                      | Jacarepaguá       |
| Monaco                   | Grand Prix Monako                        | Monte Carlo       |
| Canada                   | Grand Prix Kanady                        | Gilles Villeneuve |
| Detroit                  | Grand Prix Stanów Zjednoczonych – Wschód | Detroit           |
| Britain                  | Grand Prix Wielkiej Brytanii             | Silverstone       |
| Germany                  | Grand Prix Niemiec                       | Hockenheimring    |
| Italy                    | Grand Prix Włoch                         | Monza             |
| Japan                    | Grand Prix Japonii                       | Suzuka            |

## Bolidy
Do wyboru są bolidy :McLaren MP4/4, Ferrari F1-87/88C oraz Williams FW12. Wprowadzono różnice pomiędzy bolidami. Model Ferrari jest najłatwiejszy w obsłudze, ale za to ma najmniejszą moc i prędkość, model McLarena jest najszybszy i jest trudny w obsłudze. Samochód Williamsa oba parametry ma wypośrodkowane względem rywali.
Tabela podaje osiągi bolidów w grze:

Źródło: Abandonia
| Model Bolidu | Silnik               | Moc silnika           | Moc silnika           | Moc silnika            | Moc silnika                              | Liczba biegów | Opony    | Waga                   | Waga                  |
| Model Bolidu | Silnik               | Podane w jednostce Hp | Podane w jednostce KM | Podane w jednostce rpm | Maksymalne obroty silnika(Redline) w rpm | Liczba biegów | Opony    | Podane w jednostce lbs | Podane w jednostce kg |
| ------------ | -------------------- | --------------------- | --------------------- | ---------------------- | ---------------------------------------- | ------------- | -------- | ---------------------- | --------------------- |
| MP4/4        | 1.5 l Honda V6 Turbo | 790                   | 800                   | 11,500                 | 11,500                                   | 6             | Goodyear | 1190                   | 540                   |
| FW12         | 3.5 l Renault V8     | 735                   | 745                   | 11,500                 | 11,500                                   | 6             | Goodyear | 1150                   | 522                   |
| 187/88C      | 3.5 l Ferrari V12    | 680                   | 689                   | 10,000                 | 10,500                                   | 5             | Goodyear | 1100                   | 500                   |

## Odbiór gry
- Lemon – 9/10[4]
- Best Old Games – 80%/100%[5]